# Selenia Iacchelli
Selenia Iacchelli, née le 5 juin 1986 à Edmonton (Alberta), est une joueuse canadienne de soccer (football) qui évolue au poste de milieu de terrain. Elle joue pour l'équipe du Canada de soccer féminin, et n'est actuellement attachée à aucun club.

## Carrière
Selenia Iacchelli naît à Edmonton de parents natifs d'Italie. Elle commence à jouer au soccer à l'âge de quatre ans. En 2002, à 15 ans, elle entre dans le programme national de formation.  Elle participe aux Jeux panaméricains de 2003, gagnant la médaille d'argent. Elle fait partie de l'équipe championne du Championnat de la CONCACAF des moins de 20 ans en 2004 et participe à la Coupe du monde des moins de 19 ans en Thaïlande la même année. En 2006, elle participe de nouveau au Championnat de la CONCACAF des moins de 20 ans, ainsi qu'à la Coupe du monde des moins de 20 ans en Russie. 
Elle fréquente l'Université du Nebraska à Lincoln de 2005 à 2008, s'alignant pour l'équipe de soccer féminin des Huskers. Ce n'est que le 24 novembre 2013, à l'âge 27 ans, qu'elle fait ses débuts avec l'équipe nationale féminine lors d'un match amical contre le Mexique. Sa carrière internationale est ralentie par une série de blessures, et ce n'est qu'en avril 2015 qu'elle retrouve une place dans l'équipe nationale. Elle est sélectionnée pour la Coupe du monde de 2015, mais n'entre pas sur le terrain durant le tournoi. 
En club, elle joue pour les Edmonton Aviators Women en 2004, les Whitecaps de Vancouver de 2006 à 2008, pour le club italien Torres Calcio Femminile en 2010 et pour le Edmonton Victoria SC de la Alberta Major Soccer League en 2012.